# Tanzania en los Juegos Olímpicos de Seúl 1988
Tanzania estuvo representada en los Juegos Olímpicos de Seúl 1988 por diez deportistas masculinos que compitieron en dos deportes.
El portador de la bandera en la ceremonia de apertura fue el atleta Ikaji Salum. El equipo olímpico tanzano no obtuvo ninguna medalla en estos Juegos.